# آهو
آهو یا غَزال (به انگلیسی: Gazelle) شامل گونه‌های زیادی از سرده آهوها است. آن‌ها جانورانی چابک شناخته می‌شوند و می‌توانند به‌طور ناگهانی سرعت خود را به ۹۷ کیلومتر یا ۶۰ مایل در ساعت برسانند یا هنگام دویدن سرعت خود را در ۴۸ کیلومتر (۳۰ مایل) در ساعت نگه دارند. آهوها بیشتر در صحراها، مرغزارها، ساوانای آفریقا، جنوب غرب آسیا، آسیای میانه و شبه‌قاره هند  و خاورمیانه دیده می‌شوند. این جانور بیشتر به صورت گله‌ای زندگی می‌کند و از گیاهان نرم و لطیف و برگ‌ها می‌خورد و کمتر به گیاهان خشک رو می‌آورد.
آهوها اندام به نسبت کوچکی دارند و نیز بلندی بیشتر آن‌ها تا شانه، میان ۶۱ تا ۱۱۰ سانتی‌متر (۲ تا ۳٫۵ پا) است و رنگ آن‌ها قهوه‌ای مایل به زرد است.

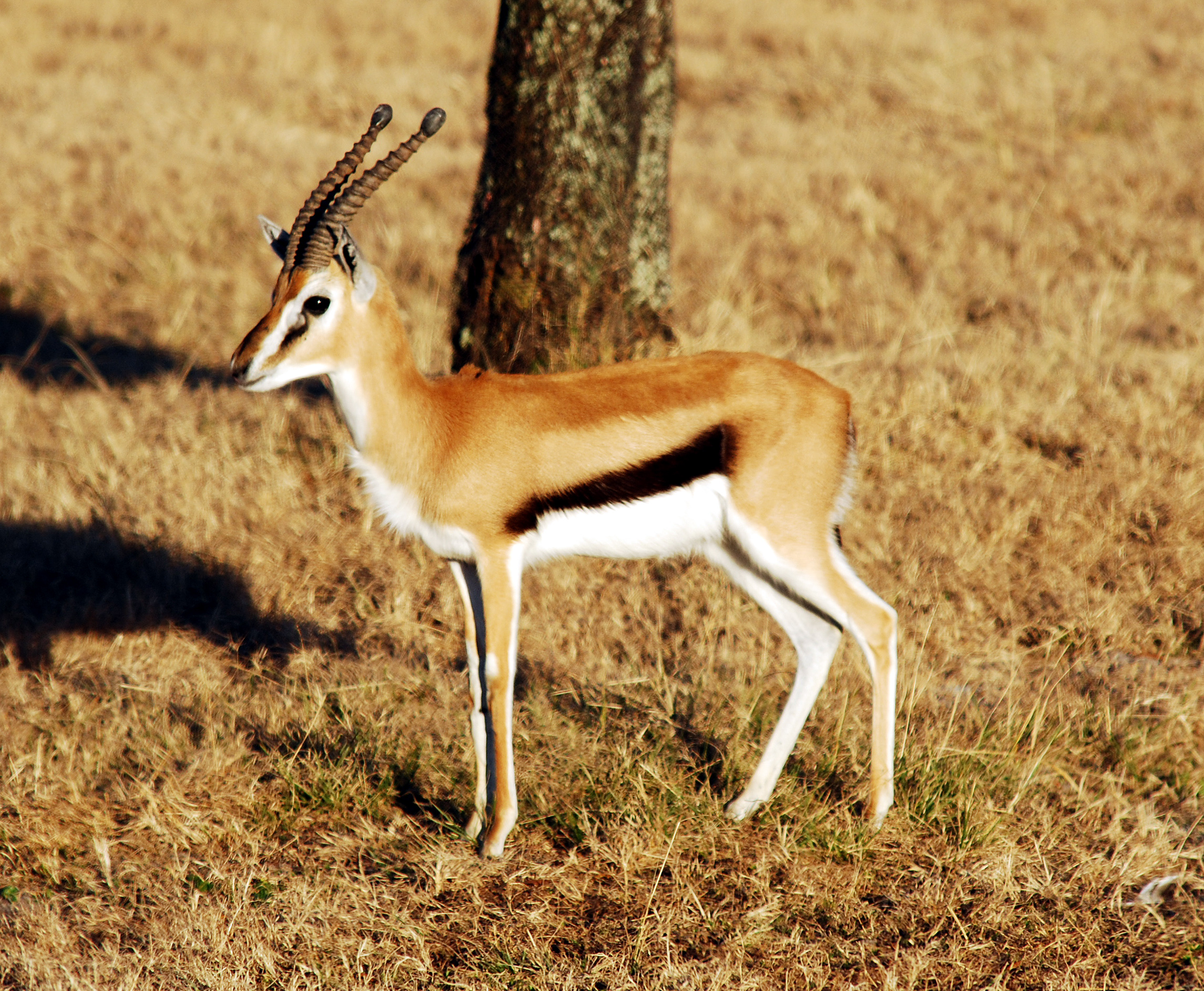
آهوی تامسون

## ریشه‌شناسی
آهو یک واژهٔ فارسی است و واژهٔ Gazelle یا غزال ریشه در زبان عربی دارد که نخستین بار وارد زبان فرانسوی میانه و سپس در نزدیکی‌های سال ۱۶۰۰ از فرانسوی وارد انگلیسی شد. مردمان عرب به صورت سنّتی به شکار آهو می‌رفتند. این جانور در ادبیات عرب نماد زیبایی زنان بوده‌است. برخی زبان شناسان بر این باورند که واژهٔ غزل که گونه‌ای شعر در ادبیات عاشقانه است بیشتر به دلیل همانندسازی زیبایی معشوق و آهو به یکدیگر، این چنین نامگذاری شده‌است. در داستان‌ها گفته می‌شود که خلیفه عبدالملک مروان (۶۴۶ تا ۷۰۵) یک بار یک آهو را به دلیل شباهتش به معشوقش آزاد کرده‌است.

## گونه‌ها
آهوها (و غزال‌ها) در سه سرده طبقه‌بندی می‌شوند.
- سرده Gazella
  - آهوی کوویه، G. cuvieri
  - آهوی گرمسیری، G. dorcas
  - آهوی ایرانی، G. subgutturosa
  - جبیر or Indian gazelle, G. bennettii
  - آهوی کوهی، G. gazella
  - آهوی شاخ‌باریک، G. leptoceros
  - Speke's gazelle, G. spekei
  - آهوی ارلانگر، G. erlangeri
- سرده خوش‌شاخ‌ها
  - آهوی مونگالا، E. albonotata
  - آهوی پیشانی‌سرخ،  E. rufifrons
  - آهوی تامسون، E. thomsoni
- سرده Nanger
  - آهوی داما، N. dama
  - آهوی گرانت، N. granti
  - Soemmerring's gazelle, N. soemmerringii

## نگارخانه

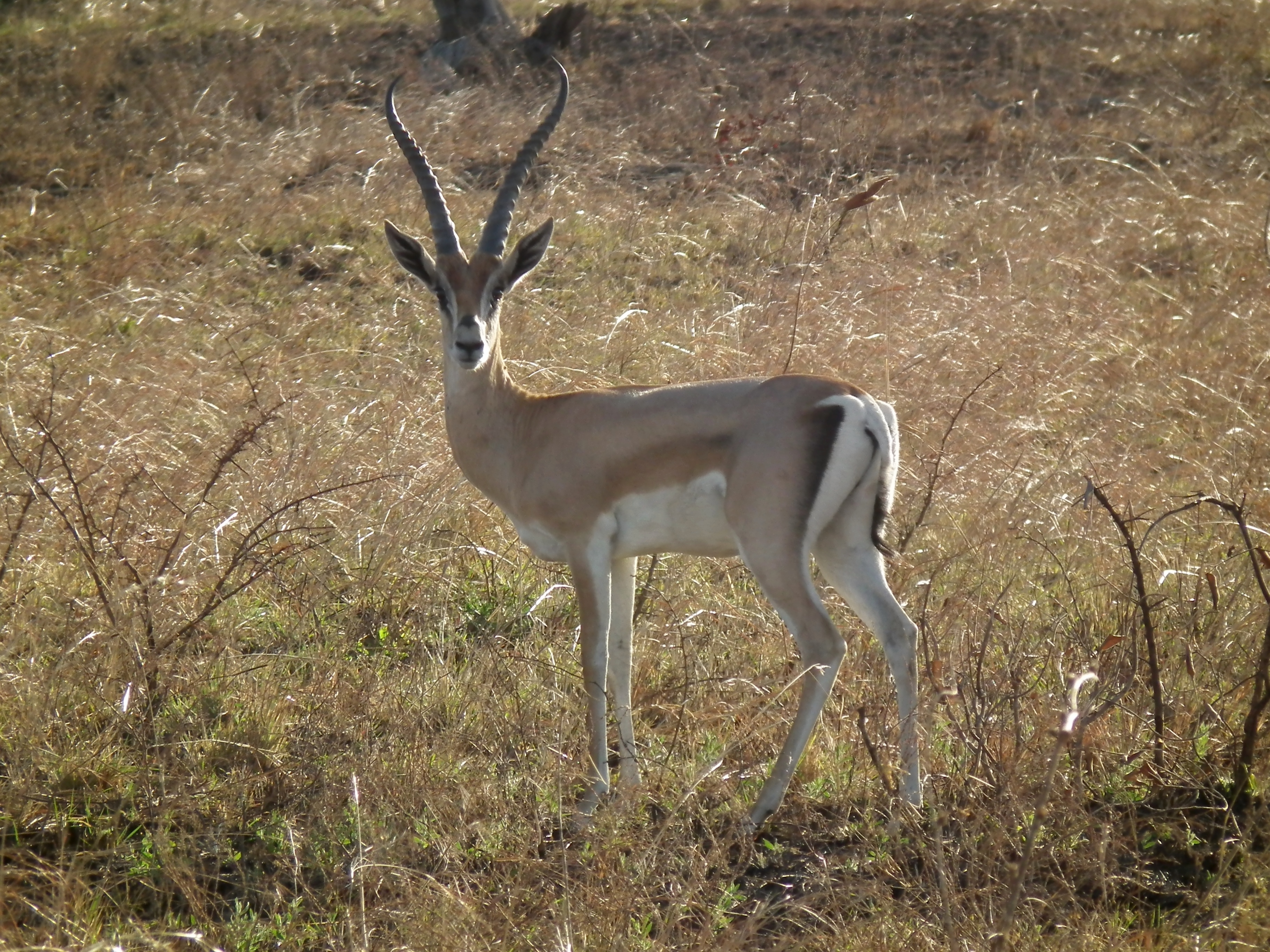
Grant's gazelle (نر)
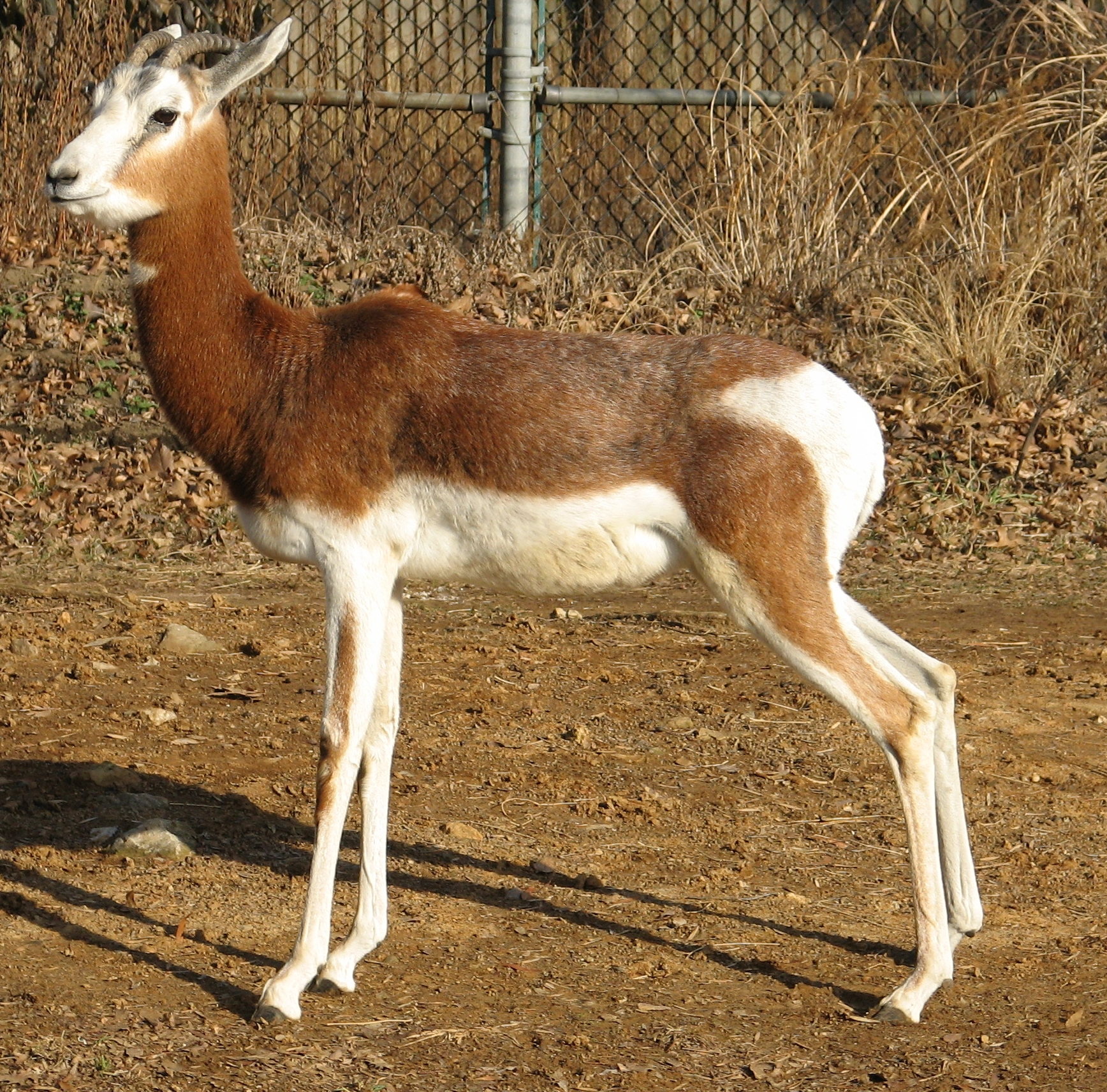
آهوی داما
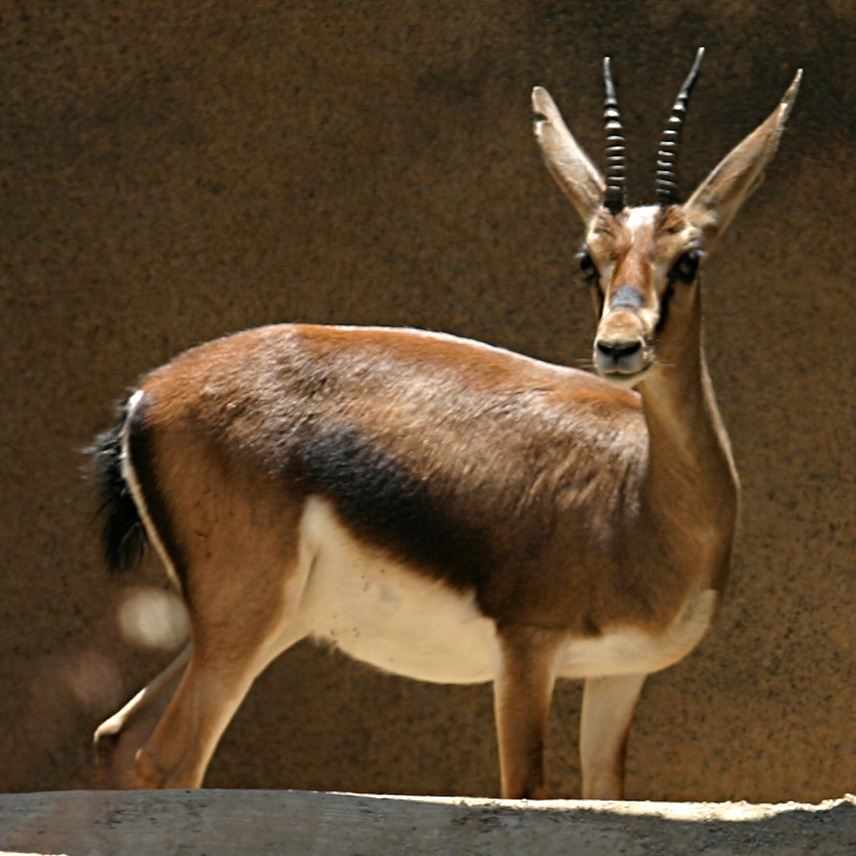
آهوی کوویه (ماده)
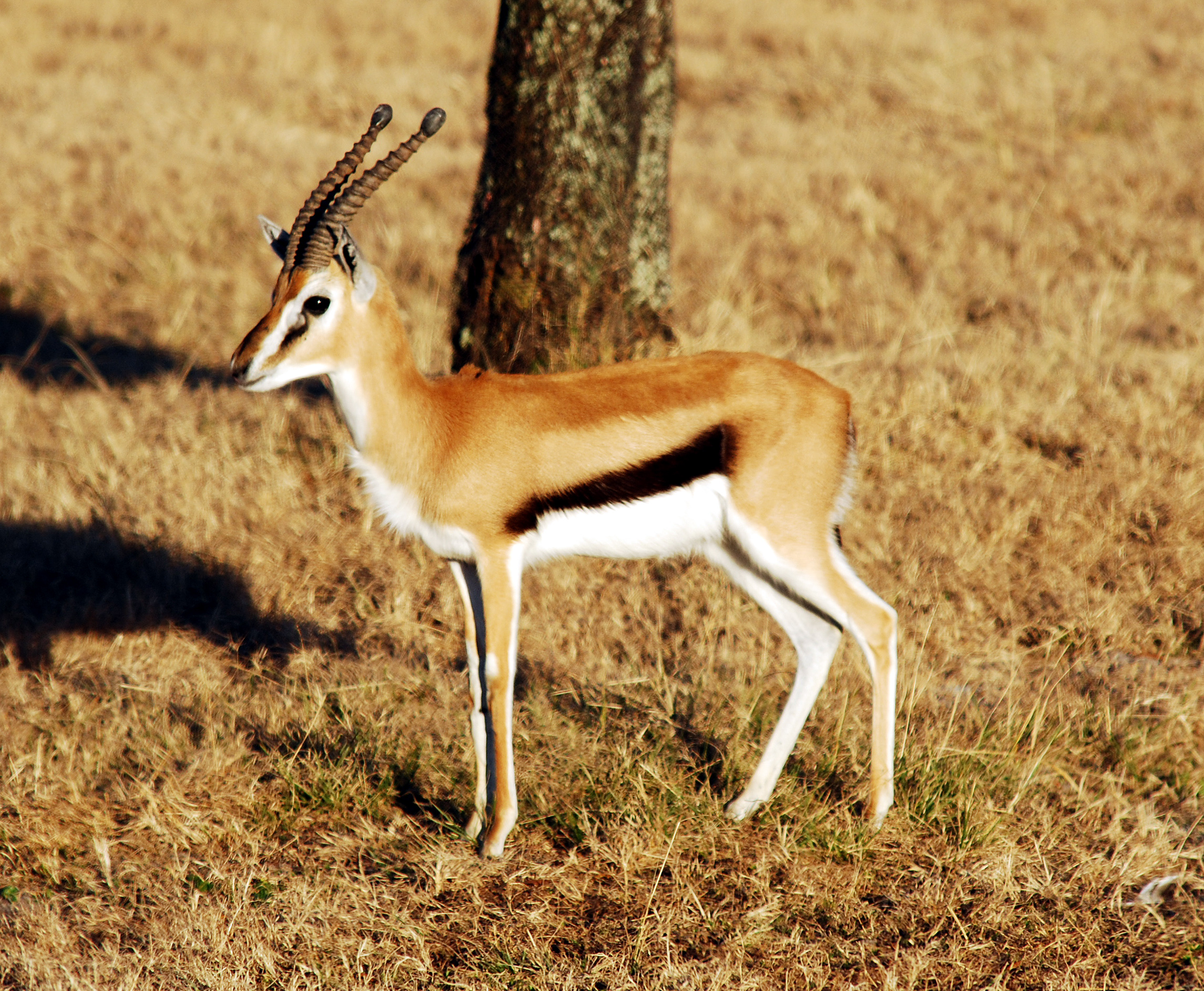
آهوی تامسون (نر)
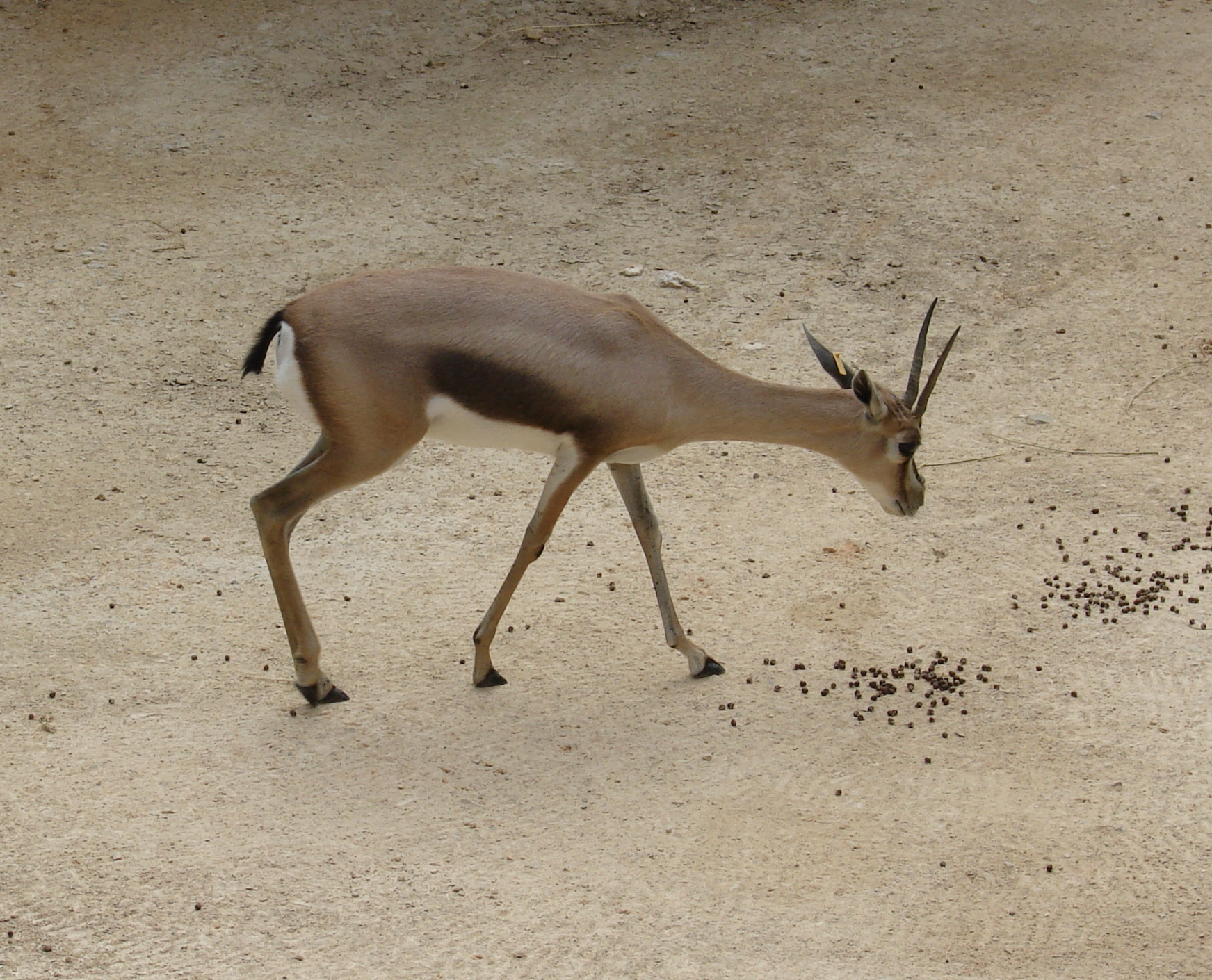
Speke's gazelle (ماده)
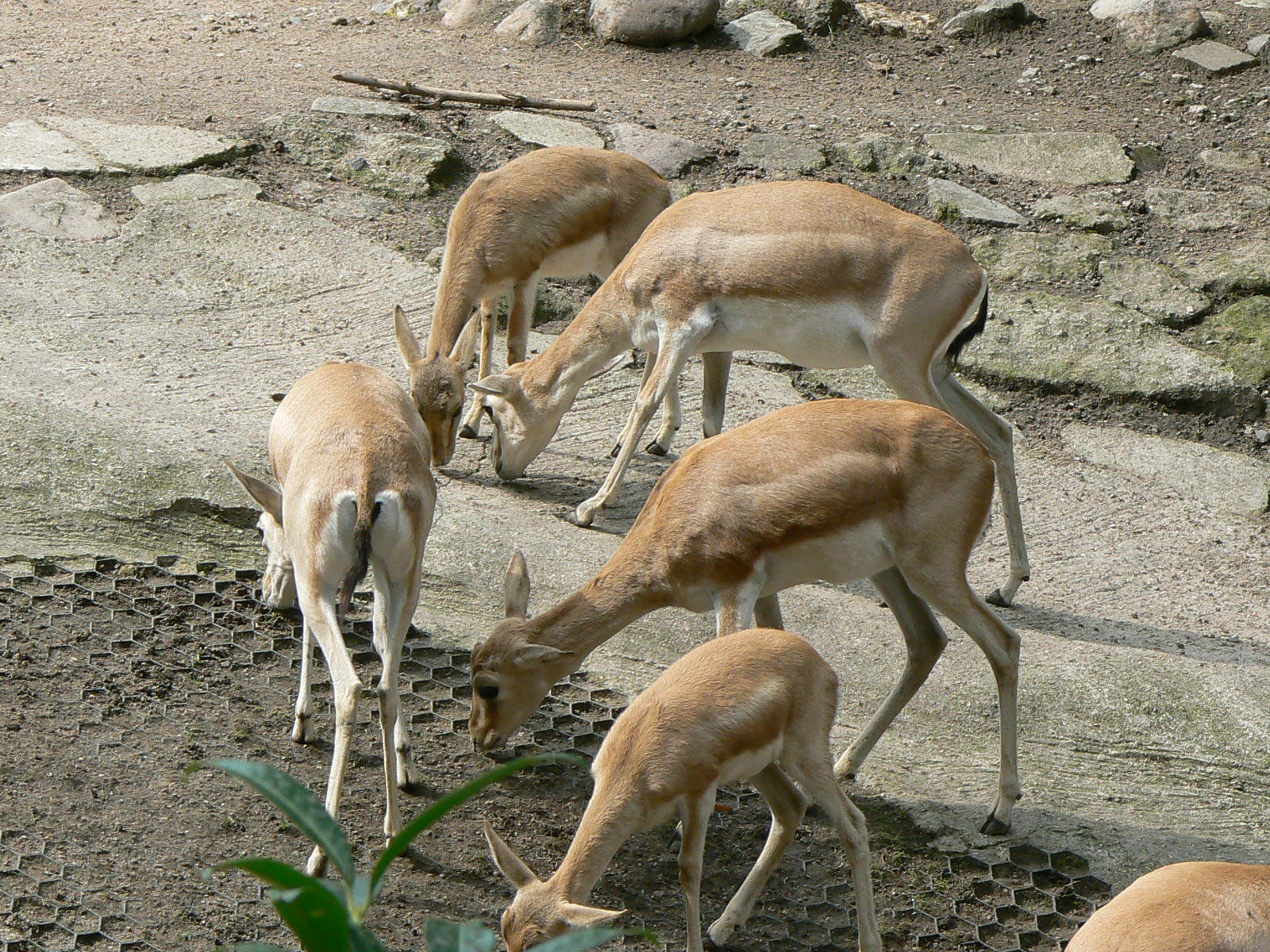
آهوی ایرانی (ماده)
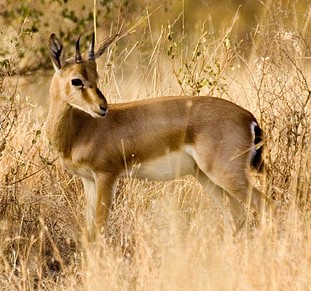
جبیر (ماده)
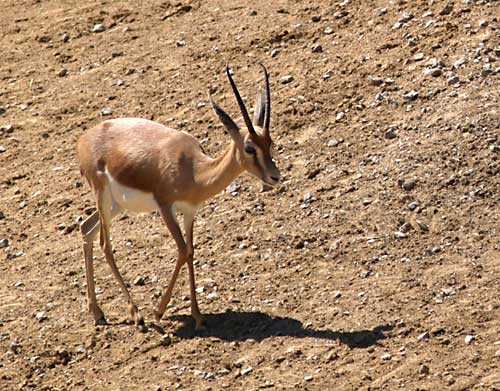
جبیر (ماده)
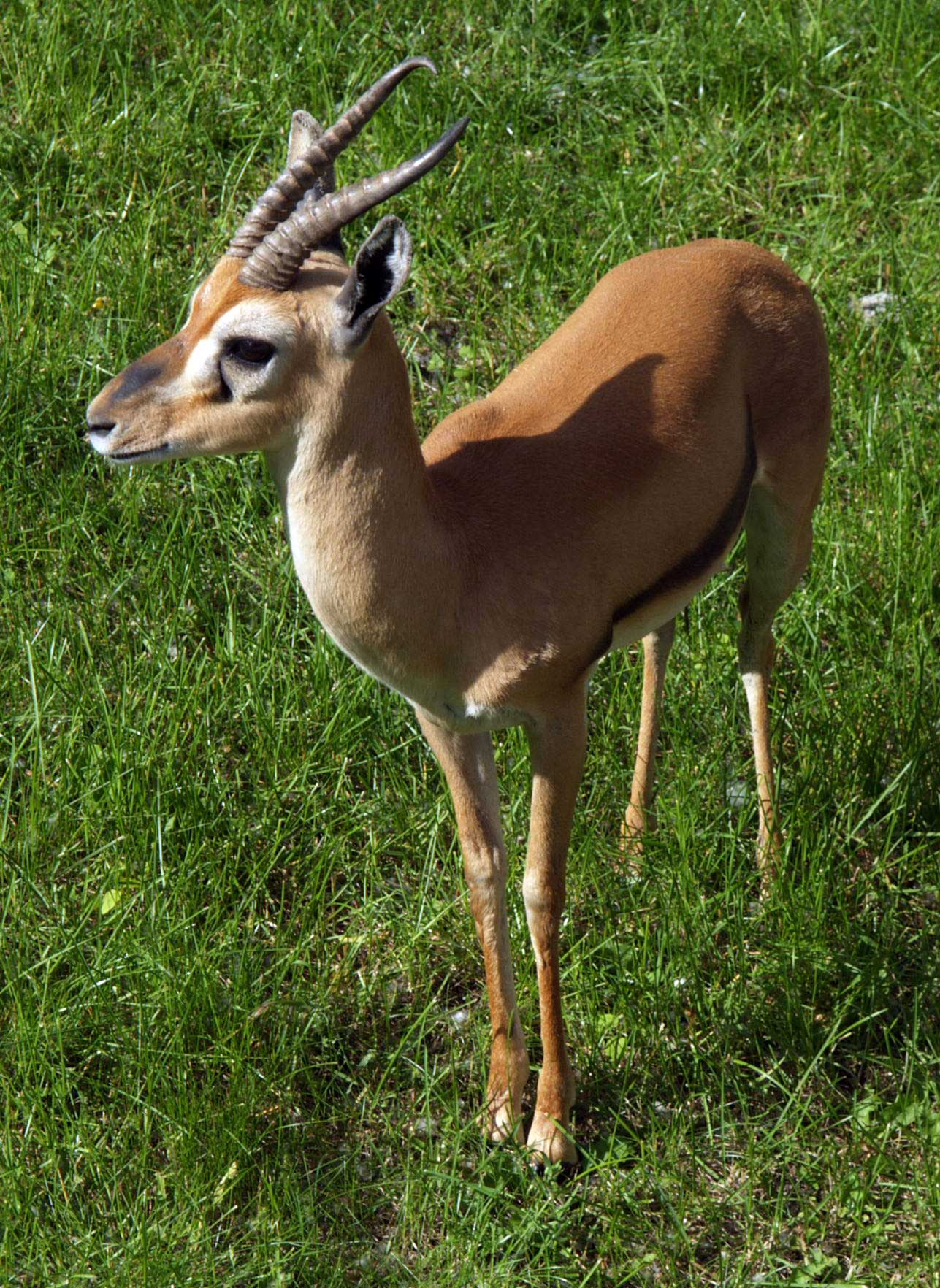
آهوی پیشانی‌سرخ
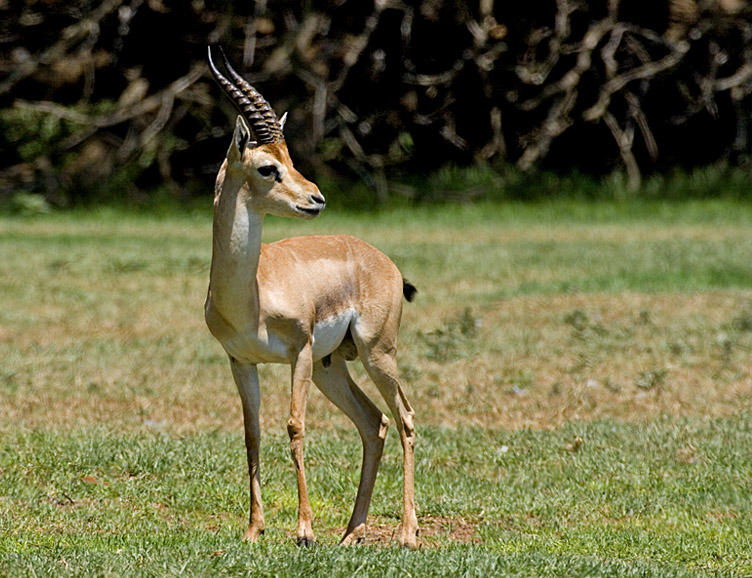
آهوی کوهی (نر)
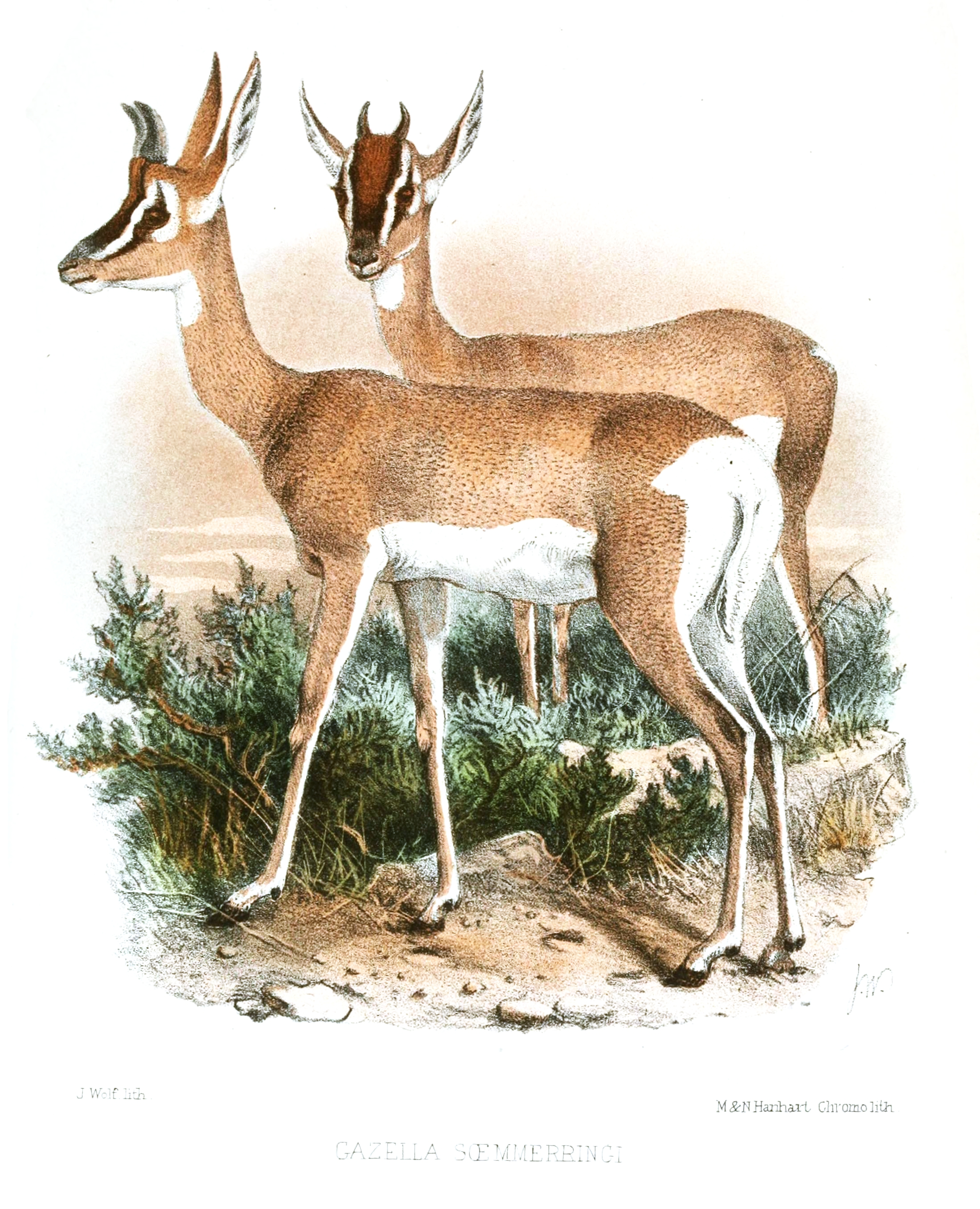
Soemmerring's gazelle (ماده)
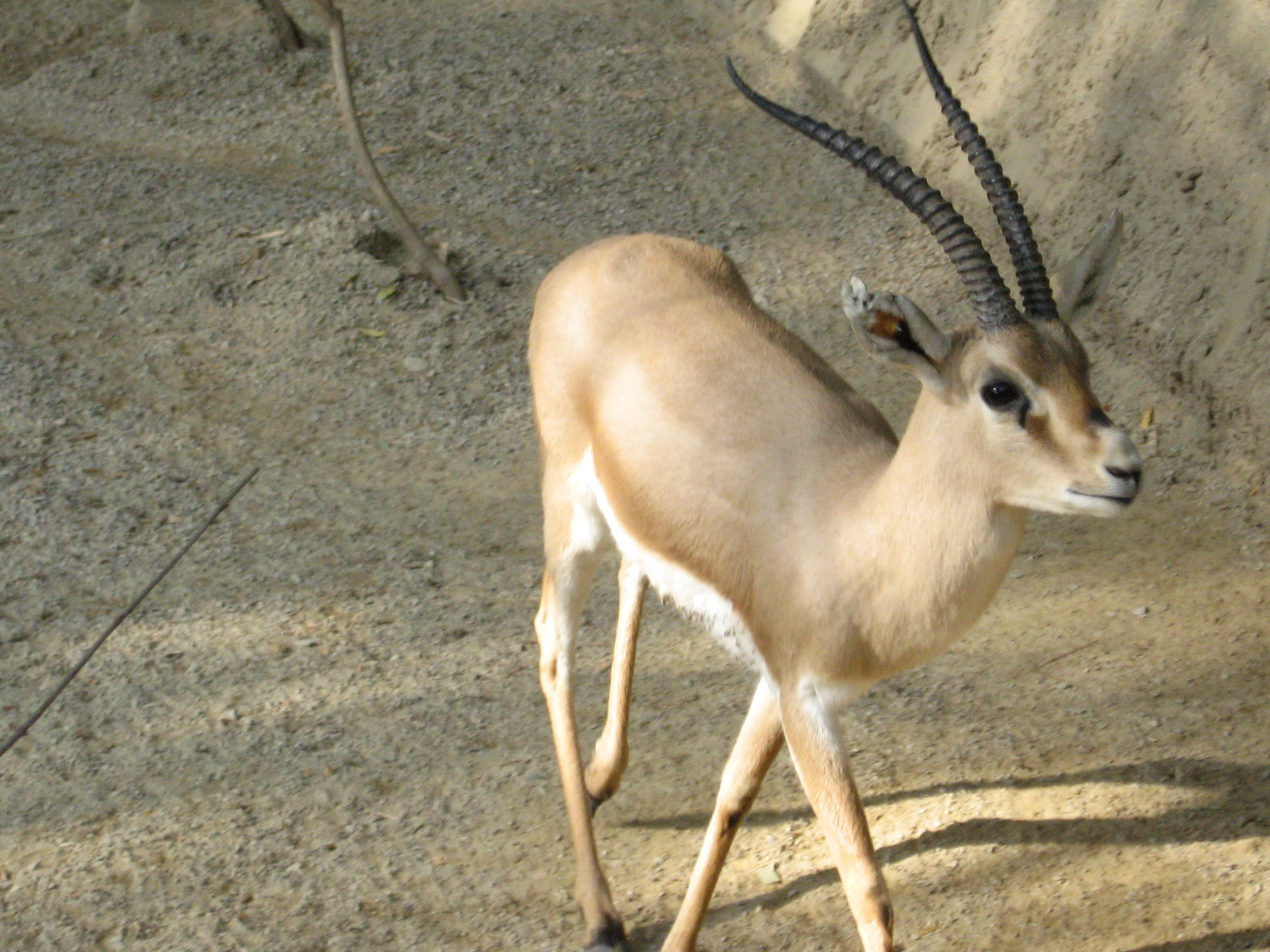
آهوی شاخ‌باریک (نر)